# Милан Мицић
Милан Мицић (Зрењанин, 30. април 1961) српски је историчар, књижевник и политичар.

## Биографија
Одрастао је у селу Војвода Степa у Банату, где је завршио основну школу. Средњу школу културолошки смер завршио је у Српској Црњи. Дипломирао је историју на Филозофском факултету у Београду где је и докторирао код др Мире Радојевић са темом „Развитак нових насеља у Банату (1920–1941)” о међуратној колонизацији Баната. Радио је као професор историје (1986–2001) и директор основне школе у селу Војвода Степа (2001–2009). У периоду 2000–2004. и 2004–2008. био је посланик у Скупштини Војводине, а од 2009. године ради као помоћник за културно наслеђе и јавне збирке у Покрајинском секретаријату за културу, јавно информисање и односе са верским заједницама Покрајинске владе.
Аутор је четрдесет књига из историографије, историјске есејистике, документарне прозе, кратке прозе и поезије. Историографске теме су му српски добровољачки покрет у Првом светском рату, колонизација Војводине у 20. веку, Срби у Мађарској у 20. веку, историја Баната и однос књижевног и историјског у српској књижевности друге половине 19. и прве половине 20. века.
Председник је Савеза удружења потомака и поштовалаца српских ратних добровољаца 1912–1918. Обавља функцију генералног секретара Матице српске. Члан ДКВ, УКС и ДНК.
Превођен је на немачки, румунски и мађарски језик.
Ожењен је и живи у Новом Саду.

## Награде
- Награда „Стеван Сремац”, за причу „Млетачка маска”, Ниш, 1999.
- Награда „Андрићева стаза”, за књигу Месец од венецијанског сапуна и друге приче, 2014.
- Награда „Милован Видаковић”, за причу „Сеоба и елегија Мите Руса”, Будимпешта, 2014.[3]
- Награда „Андра Гавриловић”, за приповетку „Блуз америчких писама”, 2014.[4]
- Награда „Браћа Мицић”, за књигу Списак сеновитих имена, 2017.[5]
- Специјална повеља „Владимир Ћоровић”, за историографију, СПКД „Просвјета”, Гацко, 2018.[6]
- Награда „Теодор Павловић”, за књигу Ab ovo, 2018.[7]
- Награда „Карољ Сирмаи”, за књигу Ab ovo, 2019.[8]
- Награда „Ленкин прстен”, за песму „Селимо пољупце од капи до капи”, 2020.[9]
- Награда „Душан Васиљев”, за књигу Чудо у Банату, 2024.[10]

## Дела

### Поезија
- Сан нема месеца (1990)
- Горка радост (1996)
- Молитве барци која одлази (1999)
- На усни мог ђеда цигара завијена (2004)
- Наш мозак је кријумчарена роба (2006)
- Ми смо, мила, зенитистички свет (2008)
- Ракија и ране (2010)
- Зове се Брана (2017)
- Чекају да дођу по њих (2023)
- Брана (2023)

### Проза
- Месец од венецијанског сапуна и друге приче (2013)
- Код живахног огледала и друге приче (2014)
- Списак сеновитих имена и друге приче (2016)
- Ab ovo (2018)
- Дан који је стао да се одмори (2019)
- Дуго путовање у Табану: северна прича (2020)
- Чудо у Банату (2023)

### Историографија
- Војвода Степа – прве деценије трајања (1997)
- Српски добровољци у насељу Војвода Бојовић (2000)
- Кругови времена банатских Срба: четрдесет и девет есеја о Србима у Банату (2002)
- Мала прича о степчанској школи: 1927–2002 (2002)
- Одисеја батањских Срба (2003)
- Српски добровољци у Банатском Душановцу (2003)
- Из албума ратова: животописи, судбине, памћења (2004)
- Искушење живети у колонији (2008)
- Бећарац и сеферини: есејистичка студија из историје банатских Срба (2008)
- Банатско дуго орање: есејистичка студија из историје банатских Срба (2012)
- Развитак нових насеља у Банату (1920–1941) (2013)
- Школство у новим насељима Баната: 1920–1941 (2013)
- Особито је Александрово сазидано (2013)
- Српско добровољачко питање у Великом рату (1914–1918) (2014)
- Колонија у Банатском Новом Селу: 1921–1941 (2014)
- Трагање за егзистенцијом: прилози историји колонизације Банатског Карађорђева: 1920–1941 (2015)
- Колонисти са Вида пусте: прилози за историју насељавања Банатског Вишњићева: 1920–1941 (2016)
- Банатска мала пруга (у коауторству) (2016)
- Насељавање Петровчана у Чиб–Челаревo: 1946–1947 (2016)
- Невидљива сеоба (улога Срба из Румуније у колонизацији југословенског Баната 1920–1941) (2016)
- Незапамћена битка: српски добровољци у Русији: 1914–1918 (2016)
- Српски добровољци: 1914–1918: животи, сећања. Књ. 1, Русија (2016)
- Сириг – корени, настанак (у коауторству) (2017)
- Ђура Јакшић – једна епоха (2017)
- Американци: српски добровољци из САД: 1914–1918 (2018)
- Ка Добруџи и од ње: српски добровољци на добруџанском фронту 1916. Године (2018)
- Банат – новембар 1918. године: великобечкеречки лист „Торонтал” – догађаји, виђења, ставови (у коауторству) (2019)
- Врањевачко Ново Село: првих 100 година (у коауторству) (2020)
- Историјске миграције у Општини Житиште (2020)
- Српски добровољци из Баната, Бачке и Барање: 1914–1918 (2020)
- Ловра: (1914–1924): од рата до оптације (2020)
- Незапамћена битка: српски добровољци у Русији: 1914–1918 (2020)
- Кућа и хлеб: колонистичка породица у Банату, Бачкој и Срему (1920–1941) (2021)
- Колонистичка насеља (1920–1941). Kњ. 1, Банат, Бачка, Срем (2021)
- Колонија Банатски Душановац: 1921–1941 (2021)
- Колонија Војвода Бојовић (1921–1941) (2021)
- Срби у Банату (1411–1594): два есејистичка погледа (у коауторству) (2022)
- Петровчани српски добровољци и њихово насељавање у Војводину: (1914–1941) (у коауторству) (2022)
- Колонизација Српске Црње (1945–1948) (2022)
- Колонистичка насеља у околини Мариолане: (1921-1941). Књ. 1, Долазак (2022)
- Српски Итебеј: 1918–1941: прилози за историју (2023)